# Liste der Adelsgeschlechter namens Horn
Horn ist der Name folgender Adelsgeschlechter:
- Horn (Adelsgeschlecht, Pasterwitz), erloschenes schlesisches Adelsgeschlecht
- Horn (Adelsgeschlecht, Pfaffendorf), schlesisches Adelsgeschlecht
- Horn (Adelsgeschlecht, Ranzin), ein noch existierendes pommersches und schwedisches Adelsgeschlecht
- Horn (Adelsgeschlecht, Tutow), ein Ende des 17. Jahrhunderts erloschenes pommersches Adelsgeschlecht
- Horn (Adelsgeschlecht, 1772), preußisches Briefadelsgeschlecht
- Horn (Adelsgeschlecht, 1865), preußisches Briefadelsgeschlecht
- Horn (bayerisches Adelsgeschlecht), bayerisches Briefadelsgeschlecht
- Horn (braunschweigisches Adelsgeschlecht), braunschweigisch-eichsfeldisches Patrizier- und Adelsgeschlecht
- Horn (braunschweigisch-lüneburgisches Adelsgeschlecht), 1729 rittermäßiger Adelsstand bestätigt; Wappen: in Schwarz ein silberne Horn mit rotem Band, zwischen Horn und Band ein goldener Stern. Auf dem Helm mit schwarz-silbernen Decken eine schwarze Säule, an der Spitze mit einem Pfauenfedernbusch besteckt, an der Säule hängt das silberne Horn.[1]
- Horn (bremisches Adelsgeschlecht), bremisches Uradelsgeschlecht
- Horn (fränkisches Adelsgeschlecht), dessen Wappen in Gold drei rote Hörner zeigt, die ein auf die Spitze gestellte Dreieck bilden, in der Dreieckmitte eine rote Rose. Auf dem Helm mit rot-goldenen Decken eine rote Rose zwischen zwei von Gold und Rot geteilten Büffelhörnern.[2]
- Horn (Krainer Adelsgeschlecht), 1700 wurde Max Ferdinand von Horn, Oberstlieutenant im Regiment Palffy, in den Krainer Adel aufgenommen[3]
- Horn (märkisches Adelsgeschlecht), märkisches Uradelsgeschlecht
- Horn (niederländisch-belgisches Adelsgeschlecht), erloschenes niederländisch-belgisches Hochadelsgeschlecht
- Horn (nürnbergisches Patriziergeschlecht), dessen Wappen schräglinks von Schwarz und Gold geteilt, in jedem Feld ein Jagdhorn in gewechselten Farben, auf dem Helm mit schwarz-goldenen Decken ein geschlossener Flug, der vordene Flügel golden, belegt mit einem schwarzen Horn, der hintere Flügel schwarz[4][5][6][7][8][9]
- Horn (polnisches Adelsgeschlecht), aus Schweden stammende Familie, die um 1660 das polnische Indignat erhielt. Wappen Ślepowron.[10]
- Horn (preußisch-hinterpommersches Adelsgeschlecht), das 1796 seine adelige Abkunft von den Horn (schwedisch-finnisches Adelsgeschlecht) nachwies; preußische Adelserneuerungen: 29. Januar 1824 für Friedrich Gustav Adolf Horn, 12. Dezember 1824 für Johann Gerhard Friedrich Horn, 10. Juli 1825 für August Wilhelm Horn und 3. Oktober 1833 (Erneuerung am 21. Mai 1834) für die Brüder Wilhelm Gottfried, Theodor Samuel († 20. November 1834)[11] und Karl Gottlob Horn sowie deren Vetter Julius Adolf Horn. Wappen: In Rot ein goldenes Jagdhorn.[12][13][14][15][16][17]
- Horn (rothenburgisches Patriziergeschlecht), dessen Wappen in Blau drei (2:1) silberne Hörner zeigt. Auf dem Helm mit blau-silbernen Decken eine silbern gekleidete Frau wachsend, die mit der linken Hand ein Horn zum Mund führt.[18]
- Horn (schwedisches Briefadelsgeschlecht), schwedisches Briefadelsgeschlecht bremischen Ursprungs
- Horn (schwedisch-finnisches Adelsgeschlecht), schwedisches Adelsgeschlecht, das im heutigen Finnland ansässig war[19][20][21]
- Horn genannt Goldschmidt, rheinländisches Adelsgeschlecht
- Horn von der Mulda, 1817 wurde Johann Franz Kaspar von Horn (1781–1820), österreichischer Hauptmann und Ritter des Maria-Theresien-Ordens als von der Mulda in den Freiherrenstand erhoben[22][23]
- Horn von Hornau, erloschenes schlesisch-böhmisches Briefadelsgeschlecht
- Horn von Pleisenburg, 1742 erhielt Johann Gottfried Horn von Pleisenburg den österreichischen Adel.[24][25]
- Hermann Heinrich von Horn, schwedischer Hauptmann, erhielt 1750 den Reichsadelsstand[26]
- Herren von Horn, deren Wappen in Blau drei (2:1) goldene Rosen zeigt. Auf dem gekrönten Helm mit blau-goldenen Decken zwei von Blau und Gold übereck geteilte Büffelhörner.[27]